# NGC 6095
NGC 6095 est une vaste galaxie lenticulaire relativement éloignée et située dans la constellation du Dragon. Sa vitesse par rapport au fond diffus cosmologique est de 9 251 ± 31 km/s, ce qui correspond à une distance de Hubble de 136,5 ± 9,6 Mpc (∼445 millions d'al). NGC 6095 a été découverte par l'astronome américain Lewis Swift en 1886.
À ce jour, une mesure non basée sur le décalage vers le rouge (redshift) donne une distance d'environ 128,000 Mpc (∼417 millions d'al). Cette valeur est à l'intérieur des valeurs de la distance de Hubble. Notons cependant que c'est avec la valeur moyenne des mesures indépendantes, lorsqu'elles existent, que la base de données NASA/IPAC calcule le diamètre d'une galaxie et qu'en conséquence le diamètre de NGC 6095 pourrait être d'environ 73,2 kpc (∼239 000 al) si on utilisait la distance de Hubble pour le calculer.

## Supernova
La supernova SN 2003au a été découverte dans NGC 6095 le 17 février 2003 par Mike Schwartz et W. Li dans le cadre du programme LOTOSS de l'observatoire Lick. Cette supernova était de type Ia.